# اینگمار ارلاندسون
اینگمار ارلاندسون (سوئدی: Ingemar Erlandsson؛ ۱۶ نوامبر ۱۹۵۷ – ۹ اوت ۲۰۲۲) بازیکن فوتبال اهل سوئد بود.
از باشگاه‌هایی که در آن بازی کرده‌است می‌توان به باشگاه فوتبال مالمو اشاره کرد.
وی همچنین در تیم ملی فوتبال سوئد بازی کرده‌است.